# Noah Clowney
Noah Clowney (ur. 14 lipca 2004 w Spartanburgu) – amerykański koszykarz, występujący na pozycji silnego skrzydłowego, obecnie zawodnik Brooklyn Nets.
W 2023 reprezentował Brooklyn Nets podczas rozgrywek letniej ligi NBA w Las Vegas.

## Osiągnięcia
Stan na 10 grudnia 2023, na podstawie, o ile nie zaznaczono inaczej.
NCAA
- Uczestnik rozgrywek Sweet 16 turnieju NCAA (2023)
- Mistrz:
  - turnieju konferencji Southeastern (SEC – 2023)
  - sezonu regularnego SEC (2023)
- Zaliczony do I składu najlepszych pierwszorocznych zawodników konferencji SEC (2023)
- Najlepszy pierwszoroczny zawodnik tygodnia SEC (5.12.2022, 12.12.2022)